# Hateful
Hateful ist eine italienische Brutal- und Technical-Death-Metal-Band aus Modena, die 1997 gegründet wurde.

## Geschichte
Die Band wurde im Jahr 1997 von dem Bassisten, Gitarristen und Sänger Daniele Lupidi gegründet. Mit ein paar Freunden begann er mit dem Proben der ersten Lieder. 1998 fand sich eine feste Besetzung und die ersten Auftritte wurden abgehalten. Neben Lupidi bestand die Gruppe aus dem Sänger Matteo Manfredini, dem Schlagzeuger Marcello Malagoli und den Gitarristen Marcello Magoni und Luca Fortini. Nach dem ersten Auftritt entschloss sich die Band vier Lieder mit der Ausrüstung Magonis aufzunehmen. Vor den Aufnahmen verließ Malagoli die Gruppe aufgrund von Problemen mit den anderen Mitgliedern, woraufhin er durch Antonio Keller ersetzt wurde. Die Aufnahmen begannen im Herbst 1999, jedoch war Lupidi mit der Klangqualität, die Magoni und sein Bruder, der Tontechniker war, erreichen konnten, nicht zufrieden. Daraufhin begaben sich, Fortini, Lupidi und Keller im Mai 2000 in ein anderes Studio, um dort das Demo After the Last Breath aufzunehmen. Ein paar Monate später wurde Keller durch Matteo Busi ersetzt, woraufhin weitere Konzerte folgten. 2002 drohte der Zerfall der Gruppe nach dem Ausscheiden Busis aufgrund fehlender Motivation, dem später Manfredini und Fortini folgten. Daraufhin kehrte Marcello Malagoli zur Besetzung zurück und die Band wurde als Duo, bestehend aus ihm und Lupidi, fortgesetzt. 2006 nahm die Band an einer Split-Veröffentlichung mit Hellspawn und Impureza teil, die über Nihilistic Holocaust Productions erschien. Hiervon setzten sich über 3000 Kopien ab. Daraufhin begannen die Aufnahmen zum Debütalbum Coils of a Consumed Paradise. Währenddessen kehrte Matteo Manfredini, diesmal als Gitarrist, zur Band zurück, jedoch verließ er sie kurz darauf schon wieder. Er wurde durch Massimo Vezzani ersetzt. 2009 folgten weitere Konzerte, während die Aufnahmen zum Album beendet wurden. Daraufhin unterzeichnete die Gruppe einen Plattenvertrag bei The Spew Records, einem Sub-Label von Punishment 18 Records. Während Coils of a Consumed Paradise 2010 noch bei Horrors of Yuggoth Records erschien, wurde das 2013er Album Epilogue of Masquerade bei The Spew Records publiziert.

## Stil
Ulrich Kreienbrink von voicesfromthedarkside.de schrieb in seiner Rezension zur Split-Veröffentlichung mit Hellspawn und Impureza, dass Hateful hierauf schnellen Technical Death Metal spielt. Der Gesang sei hauchig und im mittleren Bereich, während in den Songs auch noch ein kleiner Thrash-Metal-Einfluss hörbar sei. Die Songs seien etwas komplizierter aufgebaut und es gebe einen Wechsel der Taktangabe bei den Riffs zu verzeichnen. Weiterhin würden sich die Songs durch Breaks, Blastbeats und Detailreichtum auszeichnen und seien für Fans von Brutal- und halbwegs anspruchsvollem Technical-Death-Metal zu empfehlen und nannte dabei Coroner und Immolation als Referenzen. Stefan  Hofmann von bloodchamber.de ordnete Coils of a Consumed Paradise ebenfalls dem Technical Death Metal zu. Die Songs seien hin und wieder mal etwas „vertrackter“, jedoch blieben sie immer nachvollziehbar. Die Songs würden sowohl schnelle Blastbeat-Passagen, als auch langsame an Doom Metal erinnernde Passagen enthalten. Die Gruppe versuche dabei, die Songs jedoch so brutal wie möglich zu gestalten. Als Einflüsse seien Bands wie Morbid Angel, Deicide, Malevolent Creation, Cannibal Corpse, etwas Suffocation sowie Gorguts zu nennen. Kunal Choksi von teethofthedivine.com stellte in seiner Rezension zu Epilogue of Masquerade Gemeinsamkeiten mit Bands wie Nefas und Immolation fest. Die Gruppe spiele Technical Death Metal, ohne es dabei mit dem technischen Anspruch jedoch zu übertreiben. Die Riffs seien gut ausgearbeitet und die Songstrukturen bizarr, da sie unkonventionell seien. Choksi fühlte sich an Monstrosity zur mittleren Schaffenszeit mit Jason Avery als Sänger, die technisch anspruchsvollen Death und etwas Immolation, insbesondere beim Schlagzeugspiel, das wie von Alex Hernandez gespielt klinge, erinnert. Hinzu mische die Gruppe Modernität und Brutalität.

## Diskografie
- 2000: After the Last Breath (Demo, Eigenveröffentlichung)
- 2005: Promo 2005 (Demo, Eigenveröffentlichung)
- 2006: Tworzenia, Resurrezione, Démence (Split mit Hellspawn und Impureza, Nihilistic Holocaust Productions)
- 2010: Coils of a Consumed Paradise (Album, Horrors of Yuggoth Records)
- 2013: Epilogue of Masquerade (Album, The Spew Records)